# Salamon Mandolfo
Salamon (Salamun) Amadio Mandolfo (Dubrovnik, 23. srpnja 1856. — Dubrovnik, 5. ožujka 1926.), hrvatski odvjetnik i političar i poduzetnik.:234.

## Životopis
Rodio se je 1856. godine. Iz židovske obitelji koja je u Dubrovniku živjela od druge polovice 17. stoljeća. Nosio naslov doktora prava. Nosio je i zvanje doktora ekonomskih i trgovačkih znanosti, koje je stekao na Kraljevskom sveučilištu u Trstu.
Kad su 1884. agresivnom akcijom Srbi preuzeli upravu Narodne štionice, a još više kad je dubrovačka Štionica uputila svoje predstavnike na prenošenje posmrtnih ostataka Stefana Mitrovića Ljubiše iz Beča u Budvu, došlo je do razdora narodnika i srbokatolika. Prosvjedovali su poznati članovi kao Pero Čingrija, Klimo Getaldi, Niko Pučić, dr Mandolfo, B. Banac i dr. Zatim su hrvatski članovi odlučili otići iz Narodne štionice.:228. "Srbi katolici" su u svojim tiskovinama da bi obezvrijedili pravaše židova Mandolfa nazivali - klerikalcem.
Bio je poduzetnik. Imao nekoliko udjela (karat, idealni dio broda) u brodovima Parobrodarskog društva Napried iz Dubrovnika, osnovanog 1894. godine.
U Dubrovniku su se isticali pravaškim mislima: Frano Supilo, Roko Mišetić (1845. – 1908.), ravnatelj dubrovačke bolnice, te svećenici Vice Medini i Mato Pišta (1829. – 1924.). Pridružio im se i dio nezadovoljnih narodnjaka koji je prešao u pravaške redove, poput kanonika Antuna Liepopilija (1848. – 1940.) i među njima Salamon Mandolfo.:226. U odvjetničkom uredu Pera Čingrije započeo je odvjetničku karijeru. Poslije je otvorio samostalni ured, a 1900. ga je napustio zbog bolesti.
Prešao s J. Mandelom u Stranku prava u Dalmaciji, gdje su se živo angažirali u temeljnom i životnom pitanju Dalmacije - sjedinjenja Dalmacije u zajednicu ostalih hrvatskih zemalja. Važna osoba dubrovačkog društvenog života svog vremena. Od 1902. do 1907. godine predsjedavao je Trgovačko-obrtničkom komorom u Dubrovniku. Suosnivač Hrvatskoga radničkog društva (Hrvatske radničke zadruge, upravitelj od 1908.), pa Hrvatske štamparije (uz Liepopilija) i Hrvatske štedionice, kojoj je jedno vrijeme predsjedavao. Na listi Hrvatske stranke na izborima za Općinu grada Dubrovnika u 1894. i 1899. godine.:73. Godine 1898. izabran je kao predstavnik Dubrovačke židovske općine u radu Carskog i kraljevskog kotarskog učioničkog vijeća« za dubrovački kotar.:66. Od 1899. je dugo godina bio vrlo aktivnim vijećnikom dubrovačke općine.:73. Nakon pobjede Hrvata na izborima 1899., izabran je jednim od pet predsjednika općine. Ostavku je dao 1904. godine.
Krug Pera Čingrije, u čijem je uredu odvjetničku karijeru počeo Mandolfo, predstavljao je interese hrvatskog
kapitala i interese višeg sloja hrvatskog građanstva u Dubrovniku. Od 1902. Hrvatska vjeresijska banka u Dubrovniku je bila najvažniji financijski oslon za tu skupinu. Mandolfo je bio među dioničarima.:318.
Godine 1905. manja skupina pravaša (Đuro Rašica i dr.) protivila se je 1905. spajanju Narodne stranke i Stranke prava u novu, Hrvatsku stranku.:226. Nisu se slagali ni s politikom suradnje sa Srbima koja je zaživjela kao novi kurs.:253. Uz pomoć kanonika Antuna Liepopilija i Joza Crnice preuzeli su Dubrovačku hrvatsku tiskaru te su pokrenuli u Dubrovniku pravaški list Prava Crvena Hrvatska. Na konstituirajućoj skuptini tiskare za predsjednika je izabrana mandolfo, a potpredsjednika Liepopili.:226. Vlasnici tiskare te time i novina, bili su kanonici Antun Liepopili i Jozo Crnica te Salamon Mandolfo, Gjuro Kovačević i Đuro Rašica.:253. Pretpostavlja se da su imućni pravaši kao Liepopili, Mandolfo i Crnica financijski potpomagali Pravu Crvenu Hrvatsku.
Kanonik Antun Liepopili i Jozo Crnica, Mandolfo te braća Rašica, Đuro i Božo tvorili su glavnu jezgru pravaške
skupine u Dubrovniku od početka 1905. godine te su bili nositeljima intelektualnog, društvenog i gospodarskog života Dubrovnika kao članovi raznih društava i zadruga s pravaškim predznakom u Dubrovniku.
Član Osnivačkog odbora za gradnju električnog tramvaja 1908. godine. 1914. godine povukao se s mjesta predsjednika uprave Hrvatske tiskare, no u upravi je ostao sve do kraja života. Umjesto Melka Čingrije imenovan je članom upraviteljstva dubrovačke električne željeznice Gruž – Dubrovnik listopada 1915. godine, a koji tjedan poslije UO ga bira za predsjednika.
Umro je 1926. godine.:73. Kad je umro, gradske novine Narodna svijest zabilježile su kako je jako puno „radio za hrvatsku stvar u našem gradu i mudrim savjetom i djelom“, a općina je u znak počasti izvila barjak na pola koplja.

## Daljnja literatura
- V.  Kisić: Dr. Salamon Mandolfo -  dubrovački odvjetnik. S općim osvrtom na Zidove u starom Dubrovniku.